# Gottlob Frege
Gottlob Frege (8 de novembre de 1848 a Wismar - 26 de juliol de 1925 a Bad Kleinen, Imperi alemany) fou un filòsof i matemàtic alemany. Va ser professor de matemàtiques a la Universitat de Jena, i molts entenen que va ser el pare de la filosofia analítica, especialitzant-se en la filosofia del llenguatge, la lògica i les matemàtiques. Tot i que durant la seva vida va ser ignorat en gran manera, Giuseppe Peano (1858–1932), Bertrand Russell (1872–1970) i, fins a cert punt, Ludwig Wittgenstein (1889–1951) van presentar la seva obra a les generacions posteriors de filòsofs. Frege és àmpliament considerat com el lògic més gran des d'Aristòtil, i un dels filòsofs de les matemàtiques més profunds que hi ha hagut.
Les seves contribucions se centren en la lògica formal i en la filosofia del llenguatge. La seva distinció fonamental entre sentit i referència s'inscriu en la tradició que intenta explicar què és el significat d'un mot o expressió. Per a Frege, la majoria de les paraules no tenen sentit, amb excepció dels noms propis, sinó que tenen referència: no es pot dir "què significa una casa?" sinó "a quines entitats ens referim en usar el terme casa?", per exemple. Amb aquesta distinció volia fugir de l'idealisme de Plató que encallava la recerca, ja que feia impossible compartir el sentit (per a cada persona, un element pot voler dir coses diferents) per tractar amb el context social dels mots, molt més objectivable, amb l'ús de les paraules en comptes de l'essència dels éssers.

## Biografia

### Infantesa (1848-1869)
Frege va néixer el 1848 a Wismar, Mecklenburg-Schwerin (avui part de Mecklenburg-Vorpommern). El seu pare Carl (Karl) Alexander Frege (1809–1866) va ser el cofundador i director d'una escola secundària per a noies que va impulsar fins a la seva mort. Després de la mort de Carl, l'escola va ser dirigida per la mare de Frege, Auguste Wilhelmine Sophie Frege (de soltera Bialloblotzky, 12 de gener de 1815 - 14 d'octubre de 1898); la seva mare era Auguste Amalia Maria Ballhorn, descendent de Philipp Melanchthon i el seu pare era Johann Heinrich Siegfried Bialloblotzky, descendent d'una família noble polonesa que va abandonar Polònia al segle XVII. Frege era luterà.
En la infància, Frege es va trobar amb filosofies que guiarien la seva futura carrera científica. Per exemple, el seu pare va escriure un llibre de text sobre la llengua alemanya per a nens d'entre 9 i 13 anys, titulat Hülfsbuch zum Unterrichte in der deutschen Sprache für Kinder von 9 bis 13 Jahren (2a ed., Wismar 1850; 3a ed., Wismar i Ludwigslust: Hinstorff, 1862) (Llibre d'ajuda per a l'ensenyament de l'alemany a nens de 9 a 13 anys), la primera secció del qual tractava de l'estructura i la lògica de la llengua.
Frege va estudiar a la Grobe Stadtschule Wismar i es va graduar el 1869. El seu mestre Gustav Adolf Leo Sachse (5 de novembre de 1843 - 1 de setembre de 1909), que era poeta, va tenir el paper més important en la determinació de la futura carrera científica de Frege, animant-lo a continuar els seus estudis a la Universitat de Jena.

### Estudis a la universitat (1869-1874)
Frege es va matricular a la Universitat de Jena a la primavera de 1869 com a ciutadà de la Confederació d'Alemanya del Nord. En els quatre semestres dels seus estudis va assistir a una vintena de cursos de conferències, la majoria de matemàtiques i física. El seu professor més important va ser Ernst Karl Abbe (1840–1905; físic, matemàtic i inventor). Abbe va donar conferències sobre teoria de la gravetat, galvanisme i electrodinàmica, teoria d'anàlisi complexa de funcions d'una variable complexa, aplicacions de la física, divisions seleccionades de la mecànica i mecànica dels sòlids. Abbe va ser més que un professor de Frege: era un amic de confiança i, com a director del fabricant d'òptica Carl Zeiss AG, estava en condicions d'avançar en la carrera de Frege. Després de la graduació de Frege, van tenir una correspondència més estreta.
Els seus altres professors universitaris notables van ser Christian Philipp Karl Snell (1806–86; assignatures: ús de l'anàlisi infinitesimal en geometria, geometria analítica dels plans, mecànica analítica, òptica, fonaments físics de la mecànica); Hermann Karl Julius Traugott Schaeffer (1824–1900; geometria analítica, física aplicada, anàlisi algebraica, sobre el telègraf i altres màquines electròniques); i el filòsof Kuno Fischer (1824–1907; filosofia kantiana i crítica).
A partir de 1871, Frege va continuar els seus estudis a Göttingen, la principal universitat de matemàtiques als territoris de parla alemanya, on va assistir a les conferències de Rudolf Friedrich Alfred Clebsch (1833–72; geometria analítica), Ernst Christian Julius Schering (1824–97); teoria de les funcions), Wilhelm Eduard Weber (1804–91; estudis físics, física aplicada), Eduard Riecke (1845–1915; teoria de l'electricitat) i Hermann Lotze (1817–81; filosofia de la religió). Moltes de les doctrines filosòfiques del Frege madur tenen paral·lelismes en Lotze; ha estat objecte de debat acadèmic si hi va haver o no una influència directa en les opinions de Frege derivada de la seva assistència a les conferències de Lotze.
El 1873, Frege va obtenir el seu doctorat amb Ernst Christian Julius Schering, amb una tesi sota el títol de "Ueber eine geometrische Darstellung der imaginären Gebilde in der Ebene" ("Sobre una representació geomètrica de formes imaginàries en un pla"), en la qual va pretenia resoldre problemes tan fonamentals en geometria com la interpretació matemàtica dels punts infinitament distants (imaginaris) de la geometria projectiva.
Frege es va casar amb Margarete Katharina Sophia Anna Lieseberg (15 de febrer de 1856 - 25 de juny de 1904) el 14 de març de 1887. La parella va tenir almenys dos fills, que malauradament van morir de petits. Anys més tard van adoptar un fill, Alfred. Poc més se sap de la vida familiar de Frege.

## Pensament
El 1879, Frege va publicar la seva revolucionària obra titulada Conceptografia o Escriptura de conceptes (en alemany: Begriffsschrift), en la qual va establir les bases de la lògica matemàtica moderna, iniciant una nova era en aquesta disciplina que havia romàs pràcticament inalterada des d'Aristòtil. Mitjançant la introducció d'una nova sintaxi, amb la inclusió dels anomenats quantificadors («per a tot» o «per almenys un»), va permetre formalitzar una enorme quantitat de nous arguments. També va ser el primer a distingir la caracterització formal de les lleis lògiques del seu contingut semàntic.
Un cop fixats els principis axiomàtics de la lògica, va escometre la tasca d'edificar l'aritmètica sobre aquesta base. Un problema en les revolucionàries obres de Frege és la quantitat d'espai imprès que requereix la seva notació; no va ser realment fins a la publicació dels Principia Mathematica d'Alfred North Whitehead i Bertrand Russell quan el poder de la lògica formal, en una notació menys extensa (però que requereix molts signes d'agrupació) va ser apreciable.

### Logicisme
Frege va ser un defensor del logicisme, la tesi que les matemàtiques són reductibles a la lògica, en el sentit que les veritats de la matemàtica són deduïbles de les veritats de la lògica. No obstant això, la seva defensa del logicisme era d'abast limitat, l'aplicava només a l'aritmètica i a la teoria de conjunts, ja que Frege va romandre en gran manera kantià respecte de la geometria. La seva obra titulada Lleis bàsiques de l'aritmètica (en alemany: Grundgesetze der Arithmetik) va ser un intent de dur a terme el projecte logicista. El 1902, amb les proves corregides del segon volum ja en la impremta, va rebre una carta de Bertrand Russell en la qual li advertia sobre una greu inconsistència en el seu sistema lògic, coneguda més endavant com la paradoxa de Russell.
Frege va introduir a correcuita una modificació en un dels seus axiomes, de la qual va deixar constància en un apèndix de l'obra. Aquest cop, amb l'estructura de la seva obra pràcticament va posar fi a la seva activitat acadèmica. Davant la gairebé total indiferència dels seus contemporanis, després de la mort de la seva esposa es va recloure en la seva nova residència de Bad Kleinen i va romandre majorment en l'anonimat, fins que Bertrand Russell el va donar a conèixer, ja que havent arribat als mateixos resultats que Frege de manera independent estava en la capacitat d'entendre'l i va ser el primer pensador d'importància a apreciar el gran valor de la seva obra. Malgrat que el descobriment de la paradoxa de Russell va arruïnar el projecte logicista de Frege, aquest va continuar treballant i va arribar a publicar una sèrie d'importants articles, entre els quals destaca El pensament: una investigació lògica, en què bàsicament s'examina el contingut de les proposicions, aquella part objectiva que és transmissible tot parlant en un enunciat declaratiu. En els anys seixanta, el filòsof d'Oxford Michael Dummett va publicar una sèrie d'importants llibres sobre la filosofia de Frege que van reviure l'interès per la seva obra i el van reincorporar al debat filosòfic.

### Filosofia del llenguatge
La teoria del significat de Frege s'enfronta a la tradició psicologista que assigna continguts mentals a les paraules com els seus significats. Frege s'enfronta a aquesta tradició en el seu article Sobre el sentit i la referència, i inaugura una important tradició en la filosofia del llenguatge.
La tesi segons la qual les paraules són signes d'idees és exposada per John Locke en la seva obra Assaig sobre l'enteniment humà. Locke, partint de la finalitat comunicativa del llenguatge, defineix les paraules com "signes de concepcions internes". Aquestes "concepcions internes", idees, són entitats que estan contingudes en la nostra ment; l'ésser humà mitjançant paraules comunica tals idees. Les idees venen de la nostra experiència sensible. Per a Locke, no existeix una relació directa entre el llenguatge i el món, sinó que el llenguatge és una eina amb la qual comuniquem les nostres idees.
Per la seva banda, en el seu article titulat Sobre el sentit i la referència, Frege comença preguntant pels enunciats d'identitat, dels quals distingeix dos tipus:
1. A = a
2. A = b

i raona d'aquesta manera: els enunciats del tipus (1) són trivials, però no passa el mateix amb els enunciats del tipus (2). La relació d'identitat que apareix en aquests enunciats no pot ser entre signes d'objectes ni entre objectes. Si la identitat és entre objectes, la informació que ens proporciona (1) no és diferent de la que ens proporciona (2). Si la relació es dona entre noms d'objectes, llavors no estem dient res extralingüístic. Així doncs, Frege soluciona aquesta qüestió distingint en les expressions la referència i el sentit. La referència és l'objecte mateix que designem amb un signe, el sentit expressa la manera de donar-se l'objecte. És a dir, amb (2) expressem dues maneres diferents de referir-nos a un mateix objecte.
Mentre que, segons la tesi que les paraules són signes d'idees, les paraules signifiquen idees subjectives que es troben contingudes en la ment dels parlants, la teoria del significat presentada per Frege en Sobre el sentit i la referència ens diu que els signes signifiquen les maneres de donar-se els objectes als quals ens referim amb les nostres paraules. El sentit és una aproximació a l'objecte mateix. Per exemple, si profereixo una expressió com "Venus és Hèsper", s'està dient que l'objecte a què fa referència "Venus" és el mateix objecte a què fa referència "Hèsper". Ambdues expressions són noms per al mateix objecte. Ara bé, Venus és un nom internacionalment conegut, amb el qual alguns parlants associaran unes propietats, mentre que al nom Hèsper se li assignaran propietats diferents. D'aquesta manera algú podria arribar a pensar que és fals.
Com, segons la tesi de Locke, les nostres paraules són signes d'idees que de fet estan en la nostra ment, Frege trenca amb aquest psicologisme defensant en el seu lloc un realisme, més objectiu i precís a l'hora de determinar els significats de les nostres expressions. Per a Frege, les nostres paraules es refereixen a objectes i, a més, expressen maneres de donar-se tals objectes, és a dir, que tenen sentit. Ara bé, és el sentit d'una expressió una representació subjectiva del parlant? No, perquè diu Frege: "De la referència i del sentit del signe, cal distingir la representació associada a aquest". D'aquesta manera, la referència d'un signe és un objecte; si l'objecte és sensible, la representació que tinc no és més que una "imatge interna" construïda a partir del record de les sensacions que tal objecte em va produir, i en això es diferencia la representació subjectiva de la referència.
Però i el sentit? Tampoc. El sentit d'un signe "pot ser propietat comuna de molts" mentre que "la representació és subjectiva". El sentit d'una expressió s'entén en la mesura en què es té un cert coneixement del referent.
Fins ara s'ha parlat de la referència com si totes les nostres expressions es referissin a un objecte. Tanmateix, per a Frege això no és així. Hi ha expressions que sembla que apunten cap a un objecte, cosa que fa que concebem el seu sentit sense que tal referència existeixi. És el cas d'expressions com el "major nombre natural" o "el polític més inútil", ja que per a cada nombre natural sempre existeix un altre major, i per a cada polític inútil sempre n'hi ha un altre que ho és més. Malgrat tot, els significats d'aquesta classe d'expressions tampoc són idees privades de la ment dels parlants.
Frege rebutjà de ple la tesi que les paraules són signes d'idees. La tesi, tal com l'exposa Locke, és que les idees són entitats que estan contingudes en la ment dels parlants. A aquestes idees només hi té accés el mateix parlant, i les paraules, les fem servir com a signes d'aquestes idees per comunicar-les. Frege trencà amb aquest psicologisme, segons el qual els significats i els conceptes són entitats privades, per obrir-se a un nou paradigma de tall platònic: el realisme del significat, des d'on defensa que les nostres paraules es refereixen a objectes del món, tenen referència i, també, sentit. El sentit ve donat pel coneixement que es té de la referència, sense que d'aquí se segueixi que és una cosa subjectiva; pel que fa a això, diu Frege que "la humanitat té un tresor comú de pensaments, que transmet d'una generació a una altra", és a dir, els sentits, els significats de les paraules pertanyen a comunitats de parlants i no a les ments dels individus; el que és exclusiu dels parlants són les seves representacions subjectives, de les quals les paraules no són signes.

## Influència de la seva obra
El treball de Frege en els fonaments de la matemàtica va influir directament en els Principia Mathematica de Bertrand Russell i Alfred North Whitehead.
Ludwig Wittgenstein i Edmund Husserl també van ser altres filòsofs profundament influïts per Frege.
Frege va ser també una figura important per a la filosofia del llenguatge. La distinció entre sentit i referència i entre concepte i objecte es deuen a ell.
El 1930, els teoremes d'incompletesa de Gödel van soscavar part del projecte logicista de Frege. Els teoremes mostren que, per a qualsevol sistema formal que tingui el poder suficient per a expressar l'aritmètica, hi haurà proposicions veritables en el sistema que no poden ser demostrades, ni les seves negacions refutades.
Gilles Deleuze articula la seva Lògica del sentit amb base en la proliferació infinita d'entitats verbals o paradoxa de Frege, segons la qual, "donada una proposició, sempre es pot prendre el seu sentit com el designat d'una altra proposició".